# Thebes (Illinois)
Pour les articles homonymes, voir Thèbes.
Thebes est un village du comté d'Alexander dans l'Illinois, aux États-Unis,. Il est fondé sous le nom de Sparhawk Landing, en 1835. Le village est le siège du comté d'Alexander de 1846 à 1859. Il est incorporé le 27 janvier 1900.

## Démographie
Lors du recensement de 2010, le village comptait une population de 436 habitants. Elle est estimée, en 2016, à 359 habitants.

## Source de la traduction
- (en) Cet article est partiellement ou en totalité issu de l’article de Wikipédia en anglais intitulé « Thebes, Illinois » (voir la liste des auteurs).